# Commission nationale des étudiants en médecine, médecine dentaire et en pharmacie du Maroc

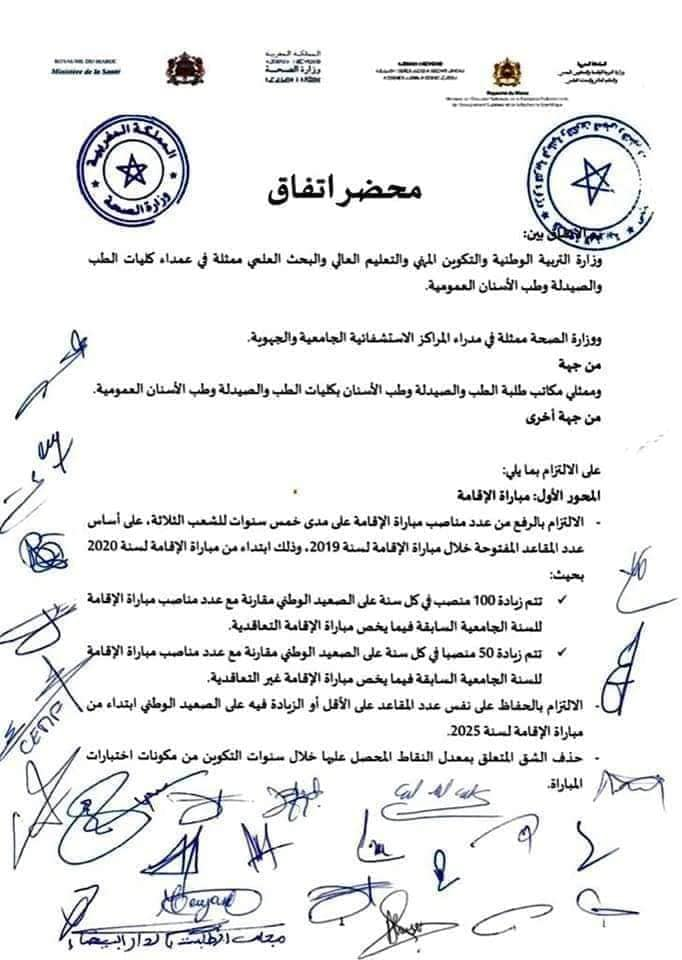
PV d'accord du 28 Aout 2018 signé par la CNEM et les deux ministères de tutelle.

La Commission nationale des étudiants en médecine, médecine dentaire et en pharmacie du Maroc (CNEM ou CNEMEP) est organisation nationale dont l'objet est de travailler pour l'intérêt commun des étudiants en médecine, en médecine dentaire et en pharmacie et qui chapeaute l’ensemble des implantations locales dans toutes les facultés publiques au Maroc.
Créée en 2011, la CNEMEP se présente comme « indépendante de tout parti politique, syndicat et religion ». Elle réunit 12+ bureaux des étudiants locaux représentatifs (qui administrent la CNEMEP, votent ses décisions et se présentent pour ses élections). La CNEMEP est ainsi représentative de plus de 22 000 étudiants en médecine, médecine dentaire et pharmacie au Maroc.

## Évènements phares

### Accord du 28 août 2019

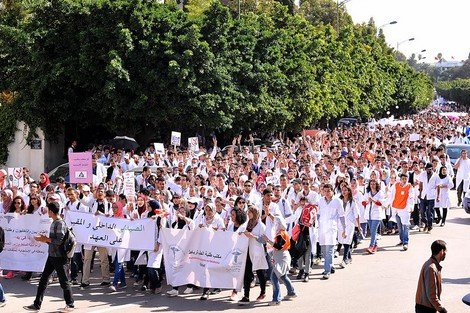
Marche des étudiants en médecine, médecine dentaire et pharmacie, en protestation dans la ville de Rabat au Rabat

Sur invitation du ministre de la Santé, Khalid Aït Taleb et du ministre de l’Éducation nationale, de la formation professionnelle, de l’enseignement supérieur et de la recherche scientifique, Said Amzazi, une rencontre a eu lieu au siège du ministère de la Santé, axée sur l’examen des résultats de l’accord signé le 28 août 2019 entre les deux ministères et la commission nationale, à travers ses représentants des étudiants en médecine (générale et dentaire) après plusieurs mois de grève,,.

### Doléances et revendications
Plus de 2 ans après la signature de cet accord, plusieurs points ne sont pas encore réalisés, la commission, dans ce sens, demande que le post-covid-19 soit consacré à l’état des lieux du système de Santé au Maroc et à l’écoute des doléances du corps médical, à savoir, médecins, étudiants médecins et infirmiers, qui se sont éloignés de leurs familles et leurs proches tout au long de cette crise sanitaire, en se joignant à l’élan de solidarité nationale pour faire face à cette situation exceptionnelle.
Cette commission réclame ainsi « une augmentation du budget alloué aux hôpitaux et aux facultés de médecine publiques, et une valorisation des facultés afin qu’ils puissent être en phase avec les progrès mondiaux en matière de formation médicale et pour pouvoir accorder, ainsi, la priorité aux intérêts du citoyen marocain ».
Dans ce contexte, la CNEMEP appelle le gouvernement à « prévoir des assises nationales autour du secteur de la Santé au maroc et la formation médicale, en intégrant toutes les parties concernées pour croiser les regards sur centaines questions touchant  le secteur et établir une feuille de route constructive »,

### Communiqué 02/2022
Dès que l’éventuelle possibilité d’intégrer dans le système national les étudiants marocains revenus d’Ukraine a été mise sur la table, des voix se sont élevées pour s’y opposer.
La CNEMEP a publié, le 20 mars 2022, un communiqué à cet égard. Dans ce document relayé sur les réseaux sociaux, le groupe dénonce tout d’abord les différents problèmes auxquels font face les étudiants en médecine, dont le surpeuplement dans les universités publiques du royaume ainsi que les soucis de gouvernance entre les ministères concernés en ce qui concerne la formation.
Selon les informations obtenues par le communiqué, la CNEMEP a apporté plusieurs précisions sur la réduction des années de formation de 7 à 6 ans, notant que le projet ne prévoit aucun changement dans le programme de formation de la 1ère année à la 5e année d’étude en médecine, selon le régime des études médicales actuellement en vigueur, en attendant que les premières données soient discutées par les parties prenantes.

### Rapport sur les conditions sociales des étudiants marocains
Pour la première fois dans l’histoire des études médicales et pharmaceutiques au Maroc, une enquête a été réalisée par la Commission Nationale des Étudiants en Médecine, en Médecine Dentaire en Pharmacie (CNEMEP), pour mettre en exergue les problématiques relatives aux conditions sociales, économiques et financières des étudiants, et pour évaluer les mesures entreprises dans ce sens.
Après avoir sondé plus de 5000 étudiants à travers le pays, la CNEMEP publie un rapport de 20 pages, détaillant le statut des étudiants. Il souligne les sources de financement, les conditions de vie des étudiants (limites financières, difficultés de logement et de transport, alimentation et hygiène de vie).
D’après le rapport, les étudiants des facultés publiques souffrent de précarité économique et sociale qui ne leur permet pas de poursuivre leur formation dans de bonnes conditions.
En effet, 93,7 % des étudiants ne sont pas satisfaits des mesures entreprises pour soutenir l’étudiant dans sa vie, 98,9 % estiment que plus d’efforts doivent être réalisés pour soutenir l’étudiant dans ses dépenses.

## Fonctionnement interne
La CNEMEP fonctionne selon un système ascendant : les étudiants sont représentés par leur bureau local, et leurs élus étudiants locaux régulièrement élus, chargés de recueillir les informations du local et de sonder les étudiants sur les positions à adopter vis-à-vis de leurs décanats ou à un niveau national à travers la commission.
Ces élus siègent à la CNEMEP en tant que membres de droit lors des réunions pour porter la voix de leurs étudiants respectifs et constituent le bureau central de la commission.
La commission réitère, toutefois, son ouverture aux discussions sérieuses et responsables avec les deux ministres de tutelle et avec le gouvernement marocain, afin d'améliorer la qualité de la formation et de la médecine au Maroc.